# Luis V de Francia
Luis V de Francia (hacia 967-21 de mayo de 987), apodado "el perezoso", fue rey de Francia Occidental desde 986 hasta su muerte prematura al año siguiente. Fue el último monarca de la dinastía carolingia.
Era hijo del rey franco Lotario y de Emma, hija del rey de Italia. Lotario asoció a su hijo en el trono en el mes de junio de 979 aunque Luis no asumió tareas de gobierno hasta que falleció su padre el 2 de marzo de 986. Su reinado fue breve, ya que murió al caer de su caballo cuando apenas había transcurrido un año desde que se ciñó la corona en solitario.
Se casó con Adelaida de Anjou, hermana del conde Godofredo I y dos veces viuda por sus matrimonios precedentes con los condes Esteban de Gévaudan y Raimundo de Tolosa.